# عائشة أرمان
عائشة أرمان (بالتركية: Ayşe Arman)‏ هي صحفية وكاتِبة تركية، ولدت في 9 ديسمبر 1969 في أضنة في تركيا.

## وصلات خارجية
- الموقع الرسمي
- عائشة أرمان على موقع IMDb (الإنجليزية)
- عائشة أرمان على موقع ألو سيني (الفرنسية)
- عائشة أرمان على موقع كينوبويسك (الروسية)